# Ernest Discailles
Pour les articles homonymes, voir Ernest et Discailles.
Ernest Discailles, né le 7 juillet 1837 à Tournai et décédé le 18 août 1914 à Bruxelles, est un écrivain et historien belge d'expression française.

## Dans l'enseignement secondaire
Après ses études secondaires à l'Athénée royal de Tournai, Discailles poursuivit ses études à l'École normale et à l'Université de Liège. Il obtint ses diplômes en 1858.
En 1860 il fut nommé professeur d'histoire et de géographie à l'Athénée royal de Bruges, grâce au soutien du député brugeois et homme d'État Paul Devaux. En 1867 il fut nommé professeur d'histoire et de géographie à l'Athénée royal de Bruxelles. 

## À l'Université
Après ces vingt années dans l'enseignement secondaire, Discailles fut nommé en 1880 professeur d'histoire à la Faculté de philosophie et de lettres de l'Université de Gand, chaire qu'il occupa jusqu'à l'éméritat en 1907.
Il fut membre de l'Académie royale de Belgique (classe des Lettres), élu correspondant le 7 mai 1894 et membre le 10 mai 1897. En 1907, l'Académie institua le « Prix Ernest Discailles » qui est remis tous les cinq ans, alternativement pour un travail sur l'histoire de la littérature française et un autre sur l'histoire contemporaine.
Discailles étudia surtout les premières décennies du royaume de Belgique et en particulier quelques-unes de ses figures marquantes, telles qu'Adelson Castiau, Charles et Firmin Rogier. À travers ces personnalités, l'ensemble de l'histoire était passé en revue.

## Activités politiques
Dès son séjour à Bruges, Discailles se lança dans des activités au sein du Parti libéral. Il fonda à Bruges une section de la Ligue de l'enseignement et devint secrétaire de l'Association libérale de Bruges.
Une fois installé à Bruxelles, il continua de s'occuper de politique, entre autres en tant que soutien de Paul Janson. De 1877 à 1880, il fut conseiller communal d'Ixelles.
En 1881 il fonda la Fédération de l'enseignement moyen officiel et en demeura le président jusqu'à sa mort.
La commune de Schaerbeek a donné son nom à une rue.

## Œuvres
- La Ligue de l'enseignement, Bruges, 1866 ;
- Les Pays-Bas sous le règne de Marie-Thérèse (1740-1780), Bruxelles, 1872, 284 p. ;
- Adelson Castiau : sa carrière parlementaire, ses écrits, 1878 ;
- Histoire des concours généraux de l'enseignement primaire, moyen & supérieur en Belgique (1840-1881) (vol. 1, 1840-1859 ; vol. 2, 1860-1872 ; vol. 3, 1873-1881), 1882-1883 ;
- Guillaume le Taciturne et Marnix de Sainte-Aldegonde, Bruxelles, 1884 ;
- Charles Rogier (1800-1885) d'après des documents inédits, 4 vol., 1893-1895 ;
- La question de la successibilité au trône de Belgique en 1834, dans Bulletin de l'Académie royale de Belgique, no 1, 1906, p. 19-43 ;
- Un diplomate belge à Paris de 1830 à 1864, Bruxelles, 1908.